# Nabil Fahmi
Nabil Ismail Fahmi (arabisch نبيل إسماعيل فهمي; * 5. Januar 1951 in New York) ist ein ägyptischer Akademiker und Diplomat. Er war vom 16. Juli 2013 bis Juni 2014 der Außenminister Ägyptens. (Sein Nachfolger wurde Samih Schukri.)

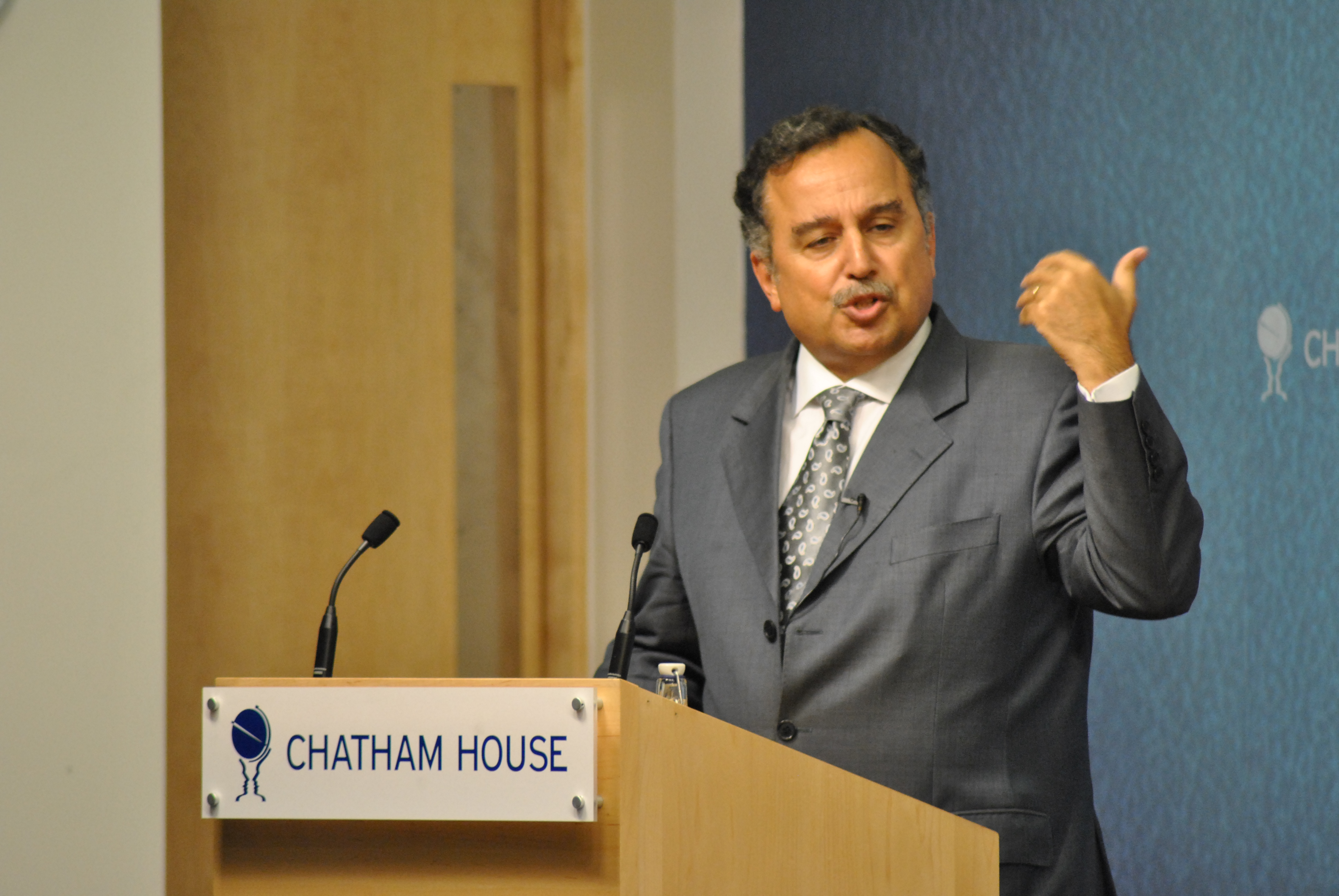
Nabil Fahmi

## Leben
Nabil Fahmi ist Sohn von Ismail Fahmi, der in den 1970er-Jahren ägyptischer Außenminister war und im Vorfeld der Camp-David-Verhandlungen zurücktrat. Nabil Fahmi erhielt seinen Bachelor of Science in Physik und Mathematik und seinen Master of Arts in Unternehmensführung an der Amerikanischen Universität Kairo. Er arbeitet seit 1974 in der Regierung, von 1992 bis 1997 war er der Berater des Außenministers. Von September 1997 bis September 1999 war er ägyptischer Botschafter in Japan und von 1999 bis 2008 in den Vereinigten Staaten. Er ist Rektor an der Amerikanischen Universität Kairo und Mitglied der Verfassungspartei.
Fahmi ist verheiratet und hat drei Kinder. Er erhielt im Mai 2009 die Ehrendoktorwürde des Monterey Institute of International Studies am Middlebury College.